# Sofia Bogdanova
Sofia Bogdanova (* 3. Januar 1979 in Moskau, Sowjetunion) ist eine russisch-deutsche Tänzerin und Tanzsporttrainerin. 
Bogdanova lebt seit 1991 in Deutschland. Sie ist Diplom-Übersetzerin für Russisch, Englisch und Französisch. Zum Tanzen kam sie mit 14 Jahren. Bereits zwei Jahre später tanzte sie erfolgreich erste Turniere in der Jugendklasse.
Von März 2005 bis November 2009 tanzte sie mit Martin Schurz bei den Professionals. 2007 belegten sie den 1. Platz der Rangliste in den Lateintänzen des Deutschen Professional Tanzsportverbandes (DPV). Sie starteten für den TSC Blau-Gold-Rondo Bonn. Dort war Sofia Bogdanova, die in Bonn lebt, auch als Trainerin für Standard und Latein im Nachwuchs- und Leistungssportbereich tätig.
Von 2009 bis 2012 lebte und tanzte Bogdanova in New York in den Vereinigten Staaten.
Bogdanova ist Trainerin für Latein-Turnierpaare bei den Tanzsportvereinen TSC Royal Bonn, TTC Rot-Gold Köln und dem TSK Sankt Augustin.
2006 tanzte Bogdanova in der 1. Staffel der RTL-Tanzshow Let’s Dance mit Jochen Horst. Das Paar schied in der vierten Runde aus. 2007 war sie die Tanzpartnerin von Thomas Anders in der deutschen Vorausscheidung für den Eurovision Dance Contest 2007.

## Erfolge (Auswahl)
- 2005: 1. Platz Holland Masters 2005
- 2007: 3. Platz Deutsche Meisterschaft Kür Latein[6]
- 2007: 2. Platz German Masters Latein[6]
- 2008: 2. Platz Deutsche Meisterschaft Kür Latein[7]
- 2008: 3. Platz Deutsche Meisterschaft Latein[7]
- 2009: 2. Platz Deutsche Meisterschaft Kür Latein[8]